# Col d'Izoard
De Col d'Izoard is een bergpas gelegen in de Franse Alpen. De pas is vooral bekend vanwege wieleretappes in de Ronde van Frankrijk. Kenmerkend voor de pas is het kale, rotsachtige gedeelte vlak voor de top aan de zuidzijde, dat Casse Déserte wordt genoemd.

## Beklimming en Tour de France
De Col d'Izoard is een lastig te beklimmen berg. Tijdens de Tour de France - waar hij vaak in het rittenschema wordt opgenomen - wordt hij dan ook steevast aangeduid als een beklimming buiten categorie. De klim vanuit het zuiden (Guillestre) is 15,9 kilometer lang en heeft een gemiddeld stijgingspercentage van 6,9%. De klim vanuit Briançon is twintig kilometer lang en heeft een gemiddeld stijgingspercentage van 5,7%.
De pas is in de Ronde van Frankrijk voor het eerst beklommen in 1922. In totaal werd de berg vierendertig keer beklommen. In de Ronde van Frankrijk 2014 was de col de tweede beklimming in de veertiende etappe. In 2017 was de col voor het eerst aankomstplaats van een etappe. Die achttiende etappe werd gewonnen door de Fransman Warren Barguil.
De Col d'Izoard maakt tevens deel uit van het fietsparkoers van de jaarlijkse triatlon van Embrun.
| Jaar | Naam                    | Land |
| ---- | ----------------------- | ---- |
| 2019 | Damiano Caruso          | ITA  |
| 2017 | Warren Barguil          | FRA  |
| 2014 | Joaquim Rodríguez       | ESP  |
| 2011 | Maksim Iglinski         | KAZ  |
| 2006 | Stefano Garzelli        | ITA  |
| 2003 | Aitor Garmendia Arbilla | ESP  |
| 2000 | Santiago Botero         | COL  |
| 1993 | Claudio Chiappucci      | ITA  |
| 1989 | Pascal Richard          | SUI  |
| 1986 | Eduardo Chozas          | ESP  |
| 1976 | Lucien Van Impe         | BEL  |
| 1975 | Bernard Thévenet        | FRA  |
| 1973 | José Manuel Fuente      | ESP  |
| 1972 | Eddy Merckx             | BEL  |
| 1965 | Joaquim Galera          | ESP  |
| 1960 | Imerio Massignan        | ITA  |
| 1958 | Federico Bahamontes     | ESP  |
| 1956 | Valentin Huot           | FRA  |
| 1954 | Louison Bobet           | FRA  |
| 1953 | Louison Bobet           | FRA  |
| 1951 | Fausto Coppi            | ITA  |
| 1950 | Louison Bobet           | FRA  |
| 1949 | Fausto Coppi            | ITA  |
| 1948 | Gino Bartali            | ITA  |
| 1947 | Jean Robic              | FRA  |
| 1939 | Sylvère Maes            | BEL  |
| 1938 | Gino Bartali            | ITA  |
| 1937 | Julian Berrendero       | ESP  |
| 1936 | Sylvère Maes            | BEL  |
| 1927 | Nicolas Frantz          | LUX  |
| 1926 | Bartolomeo Aymo         | ITA  |
| 1925 | Bartolomeo Aymo         | ITA  |
| 1924 | Nicolas Frantz          | LUX  |
| 1923 | Henri Pélissier         | FRA  |
| 1922 | Philippe Thys           | BEL  |